# Иван Котљаревски
Иван Петрович Котљаревскиј (укр. Іван Петрович Котляревський; Полтава, 9. септембар 1769  – Полтава, 10. новембар 1838) био је украјински писац, песник и драматург, друштвени активиста, који се сматра пиониром модерне украјинске књижевности. Котљаревски је био ветеран руско-турског рата.

## Биографија
Котљаревски је рођен у украјинском граду Полтави у породици чиновника Петра Котљаревског. После студија у Полтавској богословији (1780–1789), радио је као учитељ племства на сеоским имањима, где је упознао украјински народни живот и сељачки народни језик.
Служио је у царској руској војсци између 1796. и 1808. године у Сиверском карабинерском пуку. Котљаревски је учествовао у руско-турском рату (1806–1812) као штаб-капетан  током којег су руске трупе опсадиле град Измаил. Године 1808. пензионисан је из војске. Године 1810. постао је управник установе за школовање деце осиромашених племића. Године 1812, током француске инвазије на царску Русију, организовао је 5. украјински козачки пук у граду Хорошину (Хоролски окрај, Полтавско губернаторство ) под условом да после рата опстане као стална војна формација. За то је добио чин мајора.
Помагао је у постављању позоришних представа у резиденцији полтавског генерал-губернатора и био је уметнички директор Полтавског слободног позоришта између 1812. и 1821. године. Године 1818. заједно са Васиљем Лукашевичем, В. Тарановским и другима био је члан полтавске масонске ложе Љубав за истину (укр. Любов до істини).
Котљаревски је учествовао у откупу Михаила Шчепкина из кметства. Од 1827. до 1835. руководио је неколико филантропских агенција.
Његово дело из 1798. Енеида (укр. Енеїда), сматра се првим књижевним делом објављеним у потпуности на савременом украјинском језику. Реч је о слободном преводу раније песме коју Eneida travestied ( рус. Вирги́лиева Энеи́да, вы́вороченная наизна́нку   ) који је 1791. објавио руски песник Н. П. Осипов, али је његов текст потпуно другачији. Енеида је пародија на Вергилијеву Енеиду, са тим да је Котљаревски промениоо тројанске јунаке у Запорошке козаке. Критичари верују да је дело написано у светлу уништења Запорошке војске по наређењу Катарине Велике.
Његове две драме, такође живе класике, Наталка Полтавка (Наталка из Полтаве) и Москал-Чаровник (Московљанин-Варобњак).

## Наслеђе
- Харковски национални универзитет уметности И. П. Котљаревског, у Харкову, Украјина, носи његово име.
- Подигнут му је споменик у Полтави
- Бројни булевари и улице у украјинским градовима носе имена песника, а највећи су у Кијеву, Полтави, Чернигову, Виници, Хмељницком, Черновцима, Прилуку, Лубнију и Бердичеву.